# جبل وارننغ
جبل وارننغ (بالبوندجالونغية: Wollumbin)، وهو جبل يقع في سلسلة جبال تويد في منطقة الأنهار الشمالية في نيو ساوث ويلز، أستراليا، تشكل الجبل من قصبة بركانية لبركان تويد الذي تهالك الآن. يقع الجبل على بعد 14 كيلومترًا (9 ميل) من الغرب إلى الجنوب الغربي من مورويلومبا، بالقرب من الحدود بين نيو ساوث ويلز وكوينزلاند. رأى الملازم جيمس كوك الجبل من البحر وأطلق عليه اسم جبل وارننغ (التحذير).